# Dawsonia polytrichoides
Dawsonia polytrichoides là một loài rêu trong họ Polytrichaceae. Loài này được R. Br. mô tả khoa học đầu tiên năm 1811.